# Вісньова (Малопольське воєводство)
Вісньова (пол. Wiśniowa) — село в Польщі, у гміні Вішньова Мисленицького повіту Малопольського воєводства.
Населення — 2137 осіб (2011).
У 1975-1998 роках село належало до Краківського воєводства.

## Демографія
Демографічна структура станом на 31 березня 2011 року:
|          | Загалом | Допрацездатний вік | Працездатний вік | Постпрацездатний вік |
| -------- | ------- | ------------------ | ---------------- | -------------------- |
| Чоловіки | 1063    | 219                | 750              | 94                   |
| Жінки    | 1074    | 241                | 633              | 200                  |
| Разом    | 2137    | 460                | 1383             | 294                  |